# Штакельберг, Генрих фон
Генрих фон Штакельберг (нем. Heinrich von Stackelberg, 31 октября 1905, Москва — 12 октября 1946, Мадрид) — немецкий экономист, работавший в области теории организации промышленности, теории игр и известный как автор модели иерархического взаимодействия, барон.

## Биография
Штакельберг родился в Москве в семье балтийских немцев. После Октябрьской революции семья эмигрировала в Германию, сначала в Рацибуж, затем в Кёльн.
Штакельберг изучал экономику и математику в Кёльнском университете, который закончил в 1927 году, защитив диссертацию по теме "Квази-рента в работах Альфреда Маршалла (нем.: Die Quasirente bei Alfred Marshall). Он продолжил обучение на степень доктора экономики под руководством Эрвина фон Бекерат. В 1930 году защитил диссертацию по теории издержек (нем. Die Grundlagen einer reinen Kostentheorie), которая была издана в 1932 году в Вене. В 1934 году он завершил вторую диссертацию (хабилитация) по рыночной структуре и равновесию (нем.: Marktform und Gleichgewicht).
Преподавал в Кёльнском университете. После одного семестра получил должность в Берлинском университете, где работал до 1941 года. В 1941 году, стал профессором экономики в Боннском университете.
Был членом НСДАП с 1931 года и шарфюрером СС с 1933 года. В период Второй мировой войны призывался в вермахт, служил на Восточном фронте. Советский экономист В. В. Новожилов, оказавшийся в оккупированном Пятигорске, получил от Штакельберга предложение занять должность руководителя Бюро статистики Кавказа в Ставрополе. Новожилов отказался.
После болезни Штакельберг в 1943 году был уволен с военной службы.
В 1944 году эмигрировал в Испанию, где работал приглашенным профессором Университета Комплутенсе (Мадрид). Умер от лимфомы в 1946 году.

## Исследования
Модель Штакельберга описывает дуополию c асимметричной информацией. В отличие от модели Курно фирмы выбирают свои стратегии последовательно: фирма-«лидер» ходит первой. Фирма-«ведомый» наблюдает стратегию лидера и выбирает свой объём выпуска. При этом «лидеру» известно, что «ведомый» будет учитывать его стратегию при принятии решений.
Штакельберг показал, что равновесие в этой модели будет несимметричным, в отличие от модели Курно. Наличие информационной асимметрии позволяет «лидеру» получать больший объём прибыли, нежели «ведомому».
Данная модель послужила одним из краеугольных камней современной теории иерархических игр.

## Публикации
- Grundlagen einer reinen Kostentheorie (Основы теории стоимости), Вена, 1932
- Marktform und Gleichgewicht (Структура рынка и равновесие), Вена, 1934
- Grundlagen der theoretischen Volkswirtschaftslehre (Основы экономической теории), Берн, 1948